# 和平门站 (北京市)
和平门站是一个位于中国北京市西城区西长安街街道、椿树街道与大栅栏街道交界和平门北新华街、南新华街、宣武门东大街、前门西大街交叉口，属于北京地铁2号线的地铁车站。本站原称“新华街站”。

## 车站結構

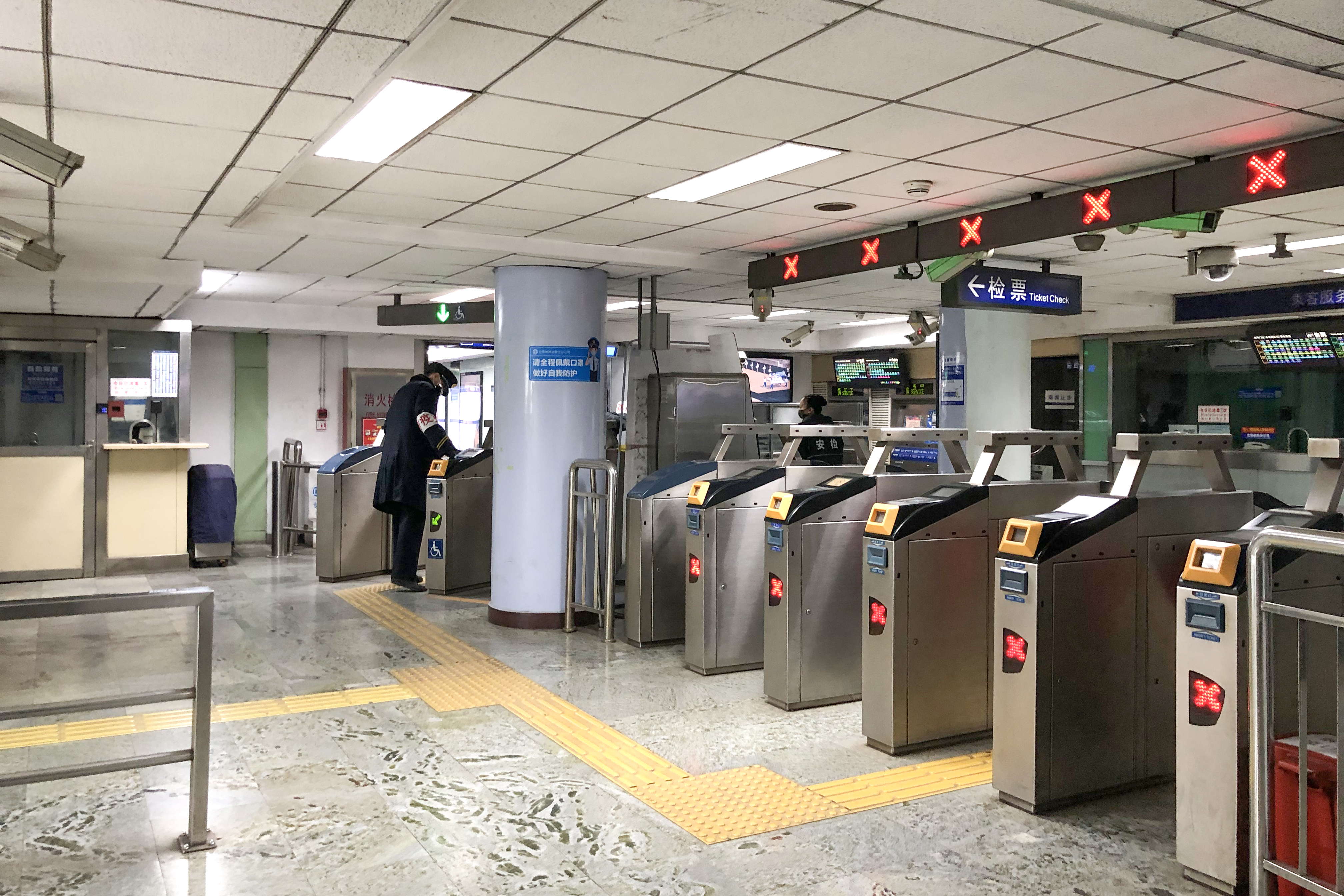
东站厅

这个站位于原和平门，即北新華街－南新華街（南北向）、前門西大街－宣武门東大街（东西向）交匯處。车站呈东西走向。
| 地面层          | 出入口             | A—D出入口                        |
| 地下一层 站厅层 | 站厅               | 票务服务、自动售票机、一卡通充值 |
| 地下二层 站台层 |                    | 2号线内环（宣武门）              |
| 地下二层 站台层 | 岛式站台，左侧開门 |                                  |
| 地下二层 站台层 | 2号线外环（前门）  |                                  |

## 出口
和平门一共有8个出口：A1西北西、A2西北東、B1东北東、B1东北西、C1东南東、C2东南西、D1西南西、D2西南東。
|                               |                                        |                                        |      |            |
| 编号                          | 指示                                   | 建议前往的目的地                       | 照片 | 无障碍设施 |
| 出口 · A · 1 · 轮椅升降台标志 | 宣武门东大街（北侧）                   | 北京急救中心、北京市文联               |      |            |
| 出口 · A · 2                  | 宣武门东大街（北侧）                   | 北新华街（西侧）                       |      | 不適用     |
| 出口 · B · 1                  | 前门西大街（北侧）                     | 和平门菜市场                           |      | 不適用     |
| 出口 · B · 2                  | 前门西大街（北侧）                     | 和平门菜市场、北新华街（东侧）         |      | 不適用     |
| 出口 · C · 1                  | 前门西大街（南侧）                     | 全聚德和平门店、正乙祠戏楼             |      | 不適用     |
| 出口 · C · 2                  | 前门西大街（南侧）                     | 南新华街（东侧）、北京师范大学附属中学 |      | 不適用     |
| 出口 · D · 1                  | 宣武门东大街（南侧）                   | 宣东花园                               |      | 不適用     |
| 出口 · D · 2                  | 宣武门东大街（南侧）、南新华街（西侧） |                                        |      | 不適用     |
| 註： 設有輪椅升降台           |                                        |                                        |      |            |